# Diagonale aride

Les climats d'Amérique du Sud dans la classification de Köppen-Geiger : désert aride chaud (rouge), désert aride froid (rose), steppe chaude (orange), steppe froide (jaune pâle)

La diagonale aride est un terme employé par les géographes pour désigner la série de zones arides ou semi-arides qui coupe le continent sud-américain du Pacifique à l'Atlantique. Elle comprend les déserts littoraux du Pérou et du Chili, les déserts d'altitude de la cordillère des Andes et les déserts d'abri de Patagonie. 

## Géographie
La diagonale aride est définie en 1934 par Emmanuel de Martonne sous le nom de « diagonale aréique ». Elle comprend les déserts littoraux du Pérou (désert de Sechura) et du Chili (désert d'Atacama), frais et brumeux, les déserts froids de la Puna et des sommets andins, et le désert de Patagonie, abrité des vents humides par la chaîne des Andes. Celle-ci fait barrage aux vents alizés dans la zone intertropicale et aux vents d'ouest dans la zone tempérée sud. En outre, l'air froid antarctique qui accompagne le courant de Humboldt empêche la formation de pluies sur le littoral du Pacifique : malgré le brouillard qui règne 8 mois sur 12, les précipitations sont très faibles. 
Selon la terminologie sud-américaine relevée par Alexander von Humboldt au XIXe siècle, on distingue les « Tierras calientes » (« terres chaudes ») entre le niveau de la mer et 1 000 m d'altitude, les  « Tierras templadas » ou  « Tierras frias » (tempérées ou froides) entre 1 000 et 4 000 m, et les « Tierras heladas » (glacées) entre 4 000 et 6 000 m.
Le long de la côte, la végétation se réduit à des touffes de Tillandsia qui, en allant vers le Chili central, laissent la place à une steppe dite jarral costeiro. Plus haut, entre 500 et 700 m, les reliefs arrivent à retenir l'humidité et permettent des prairies de Drymaria et quelques arbres, Carica et Caesalpinia. Dans l'intérieur, au-delà des chaînes côtières qui arrêtent les nuages de brume, on trouve un désert d'abri ensoleillé avec des cuvettes salées (salares) comparables aux chotts d'Afrique du Nord. Le désert littoral est coupé par des fleuves qui descendent de la Cordillère, dessinant des forêts galeries.
Sur les Tierras templadas ou frias, la végétation, plus variée que sur la côte, comprend des cactus, des Carica et des Jatropha, avec des forêts clairsemées de résineux entre 2 700 et 3 200 m, puis une steppe herbeuse parsemée de Broméliacées jusqu'à 4 000 m.
Les Tierras heladas ont un climat très contrasté, avec rayonnement solaire intense, forte amplitude thermique, vents violents et gel nocturne. La puna sèche des Andes centrales comprend des formations adaptées aux sols humides (jalca) ou volcaniques (tola (es)). Au-dessus, jusqu'à 4 800 ou 5 300 m selon la latitude, on trouve des pelouses alpines, puis des glaciers. Sur le versant oriental où les précipitations sont faibles, selon le relief, l'eau reste enfermée dans des cuvettes salées (bolsones (en)) ou forme des cours d'eau saisonniers, alimentés principalement par le dégel : une partie aboutit dans la vallée en voie d'assèchement du Río Desaguadero.
Les oasis du Monte argentin, exploitées depuis la colonisation espagnole, permettent des cultures d'irrigation, tempérées ou tropicales selon l'altitude, affectées par la dégradation des sols.

Climats de la diagonale aride
Arica (Chili), altitude 2 m
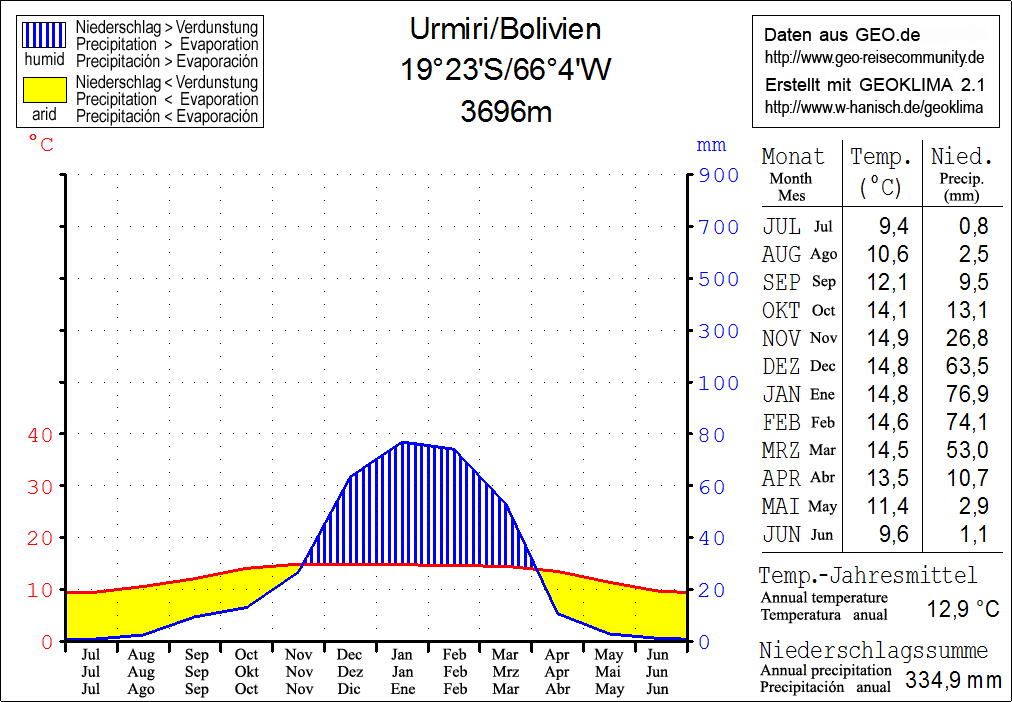
Urmiri (es) (département de Potosi, Bolivie), altitude 3696 m
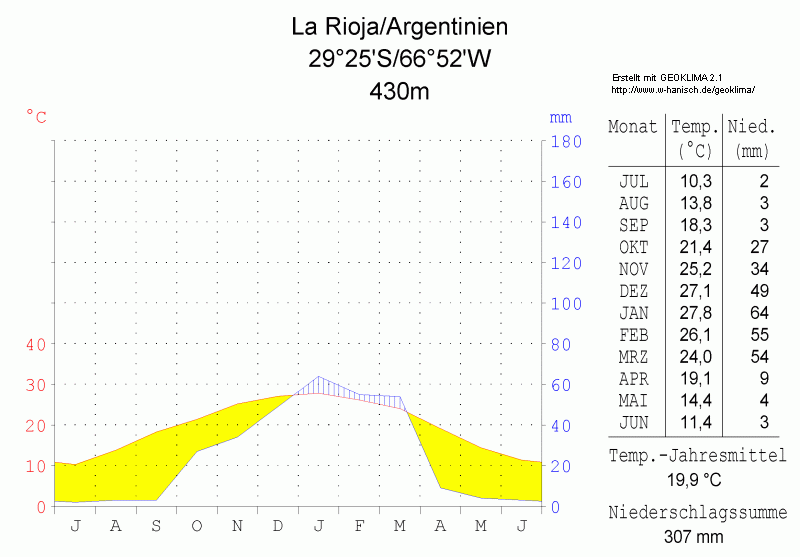
La Rioja (Argentine), altitude 430 m

## Images

Paysages de la diagonale aride
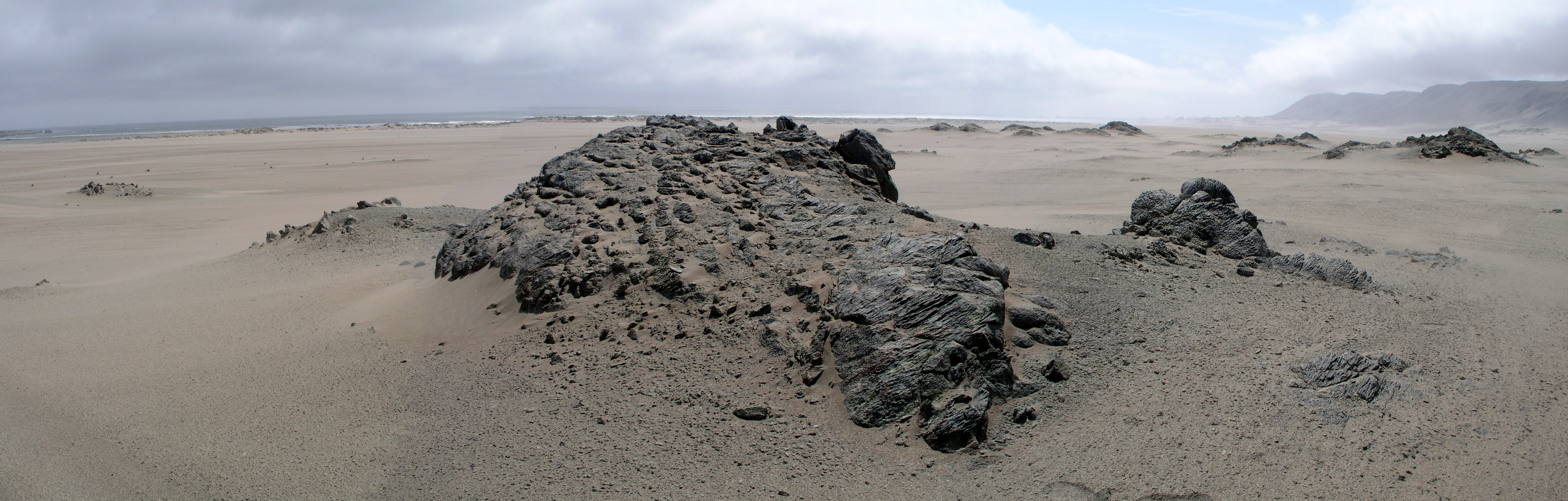
Nuages sur le désert d'Ica au Pérou
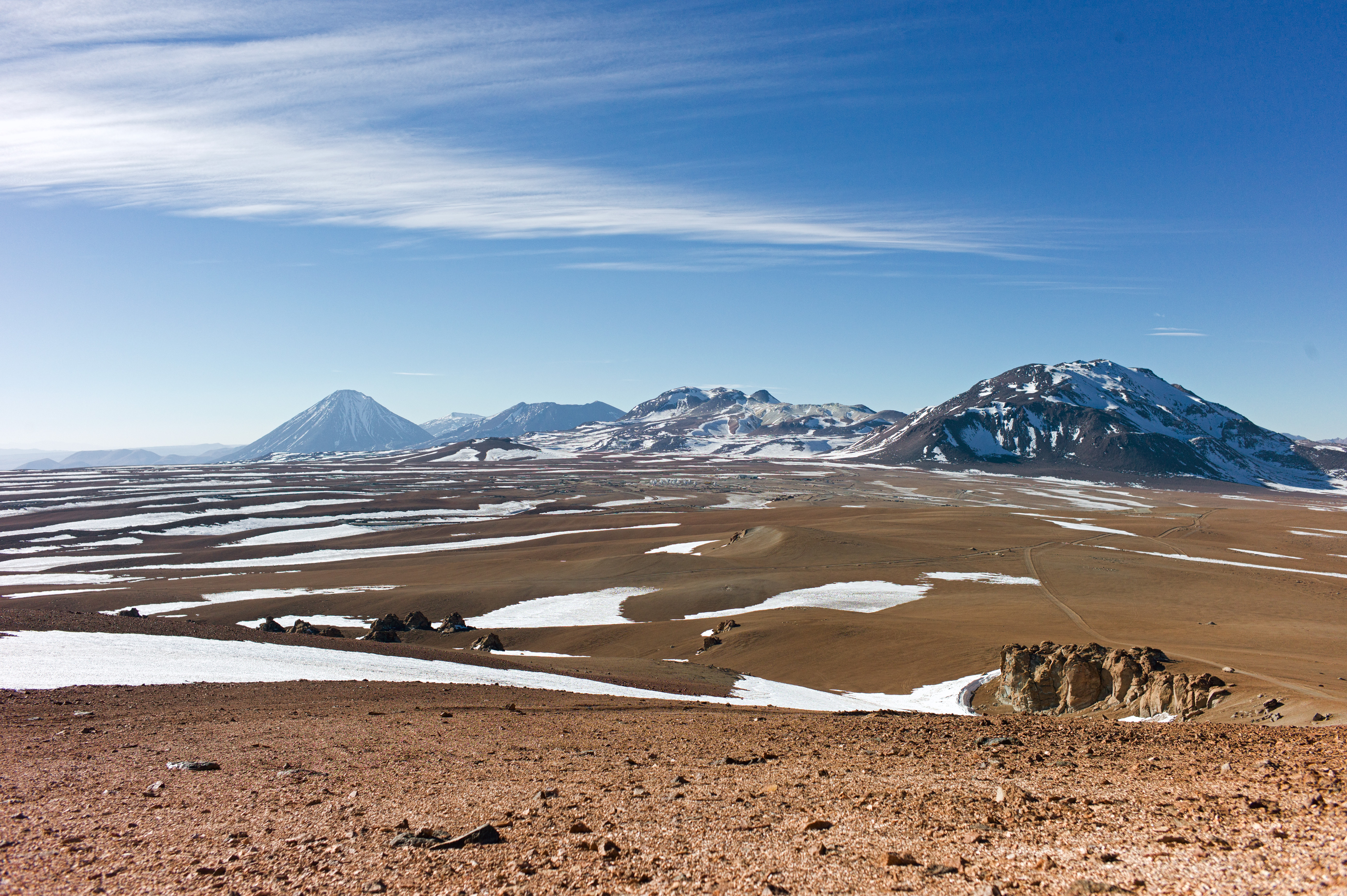
Désert autour de l'observatoire ALMA à 5 087 m d'altitude, au Chili
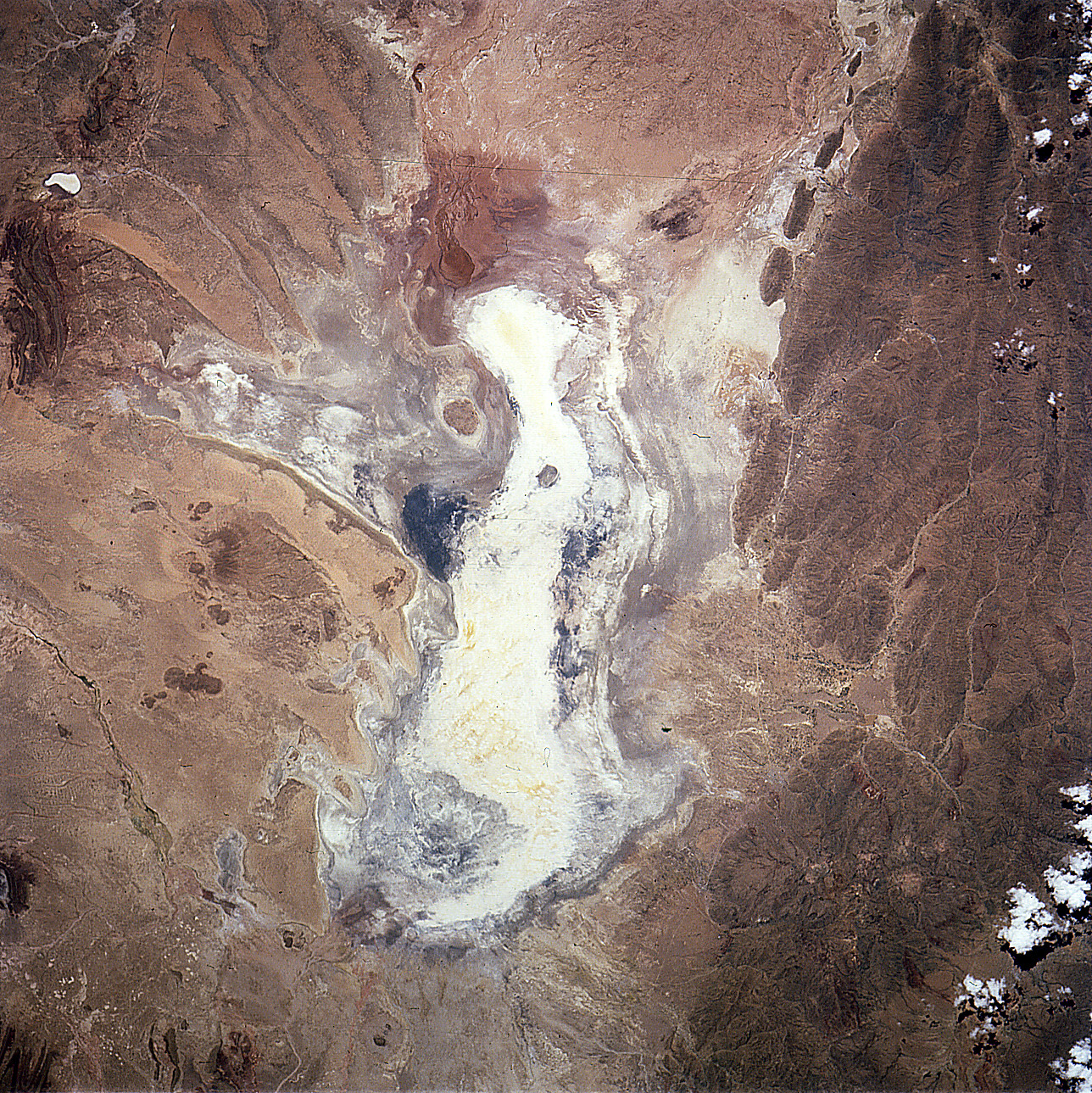
Le lac Poopó, cuvette salée à 3 686 m d'altitude, en Bolivie
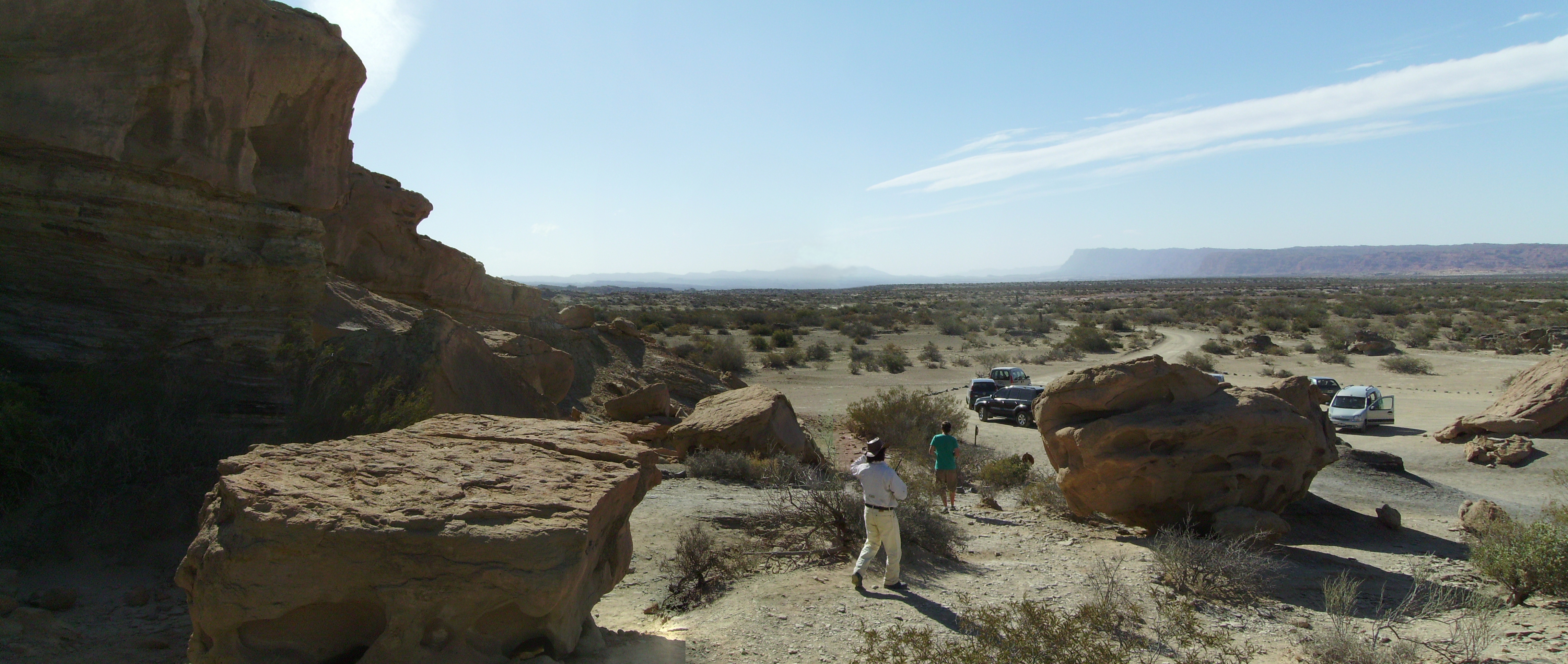
La Vallée de la Lune, paysage semi-aride dans le parc naturel d'Ischigualasto, en Argentine